# Лабер, Гадамар
Гадамар Лабер (нем. Hadamar III. von Laber, около 1300 — около 1360 или около 1354) — немецкий поэт.
Из Оберпфальца, находился в 1317—1354 гг. при дворе баварских герцогов. Написал, в стиле песни о Титуреле, любовную аллегорию «Jagd» (изд. Schmeller в «Bibliothek des litteranschen Vereins in Stuttgart», т. XX, Штутгарт, 1850), описывающую перипетии рыцарской любви под образом искусной охоты.